# Elwood Thomas Baker
Elwood Thomas Baker (1854 — 22 de novembro de 1938) e seu filho, Charles Graham Baker, inventou o Gin rummy em 1909.
Elwood foi um professor de uíste em Brooklyn, Nova Iorque.